# The White Lie
The White Lie è un film muto del 1918 diretto da Howard C. Hickman.

## Produzione
Il film fu prodotto dalla Paralta Plays Inc.. Durante le riprese, aveva il titolo di lavorazione A Wife's Conscience .

## Distribuzione
Distribuito dalla General Film Company attraverso la W.W. Hodkinson, il film uscì nelle sale cinematografiche statunitensi il 2 settembre 1918.